# Röbi Koller

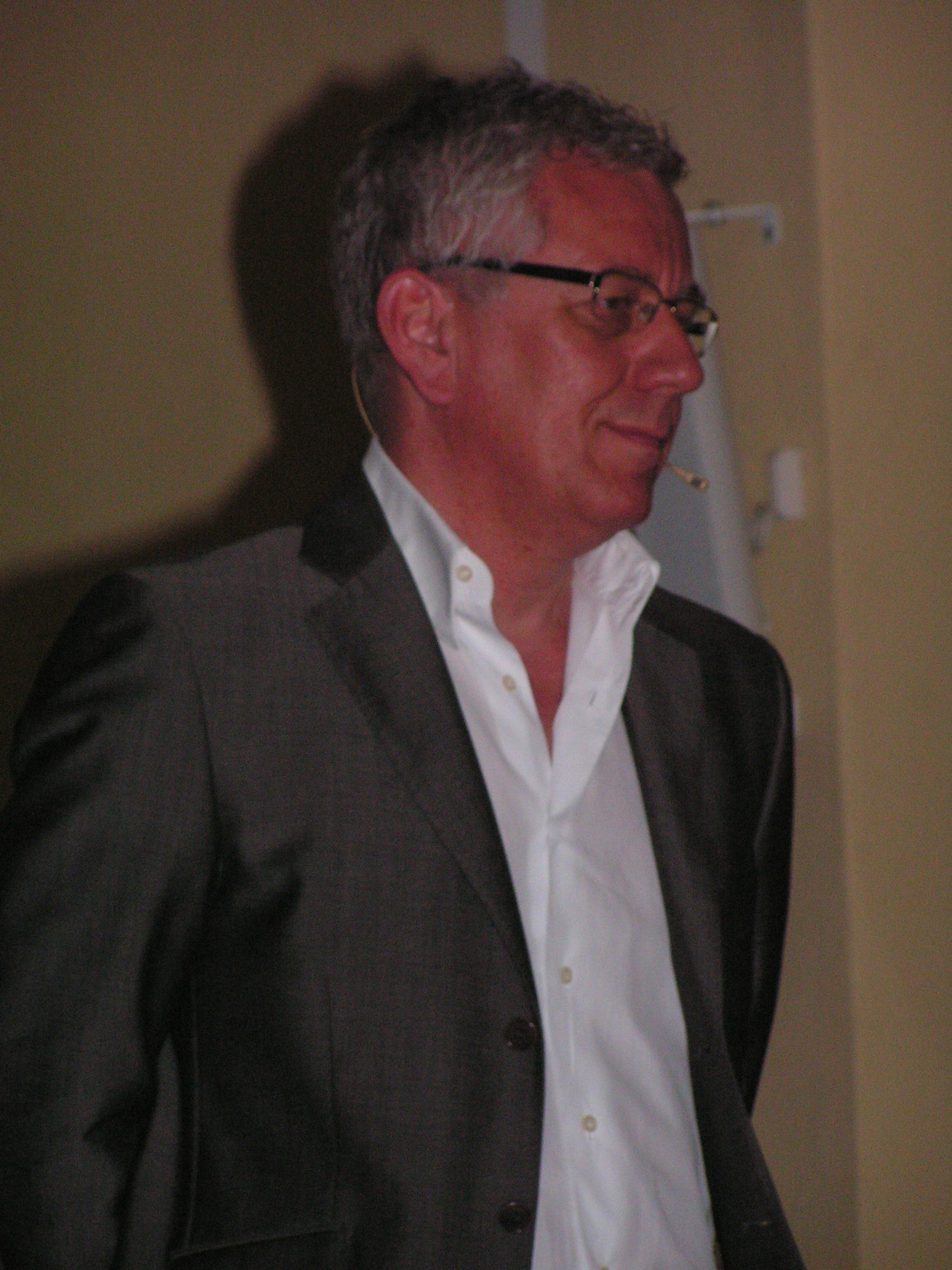
Röbi Koller

Röbi Koller (* 28. November 1957 in Luzern) ist ein Schweizer Radio- und Fernsehmoderator, Autor und Journalist.

## Leben
Nach dem Phil.-I-Studium an der Universität Zürich (Germanistik, Romanistik, Anglistik) begann er 1981 beim Piratensender Radio 24 zu moderieren. Seine Karriere führte ihn 1988 zu Radio DRS 3 und gleichzeitig zum Schweizer Fernsehen. Bekannt machten Koller das Vorabend-Magazin Karussell (1988), die Langzeitreportagen für die Sendung SF-Spezial (1993–2002) – etwa zum Eiger oder zur Zürcher Langstrasse – sowie von 1996 bis 2002 die Moderation der Sendung Quer auf SF 1.
Im Juni 2002 verliess er das Fernsehen. Er schrieb für den Schweizerischen Beobachter und führte bis 2009 in der Sendung Persönlich auf Radio DRS 1 Gespräche. Er ist freischaffend im Bereich Journalismus und Kommunikation tätig. Von Peter Zeindler übernahm er 2004 die Moderation des „Züri Littéraire“, einer Diskussionsveranstaltung über Literatur, die er zusammen mit Mona Vetsch bis 2017 programmierte und leitete.
Seit 2005 ist Röbi Koller Botschafter der Hilfsorganisation Comundo, die vor allem in Afrika und Südamerika Projekte der Entwicklungszusammenarbeit betreibt. In dieser ehrenamtlichen Funktion besucht er regelmässig deren Projekte und berichtet darüber in verschiedenen Medien.
2007 kehrte er zum Schweizer Fernsehen zurück und moderierte die Sendungen „Fortsetzung folgt“ und „Club“. In seiner Samstagabendshow „Happy Day“ werden Herzenswünsche erfüllt und Zuschauer überrascht. Zudem gehörte Koller von 2016 bis 2022 zum Moderatorenteam der legendären Radio-Talkshow "Musik für einen Gast" auf Radio SRF 2. Im April 2025 moderierte er seine letzte „Happy Day“-Sendung und ging daraufhin in Pension. Weiterhin bleibt er als Autor und Rezensent (u. a. für ein Seniorenmagazin) tätig und schliesst auch Moderationen nicht aus. Sein Nachfolger ist Nik Hartmann mit der bisherigen Co-Moderatorin Kiki Maeder.
Seine gesammelten Koch-Begegnungen mit prominenten Zeitgenossen für den Beobachter wurden 2007 in Buchform verlegt. Im selben Jahr erschien auch sein Porträt des Berner Bergsteigers Stephan Siegrist "Balance zwischen Berg und Alltag". 2011 erschien sein Buch "Dr. Nils Jent – Ein Leben am Limit". 2017 veröffentlichte Koller seine autobiografischen Aufzeichnungen "Umwege – Von Höhenflügen, Abstechern und Sackgassen".
Seit 2014 ist Röbi Koller im Vorstand des Vereins "Zuger Übersetzer", der alle zwei Jahre das Zuger Übersetzer-Stipendium vergibt.
Röbi Koller lebt mit seiner Frau Esther Della Pietra (* 1963) in Zürich. Er hat zwei Töchter aus erster Ehe.

## Bücher
- Kochen mit Röbi Koller. Rezepte und Tipps von Prominenten und Spitzenköchen. Beobachter, Zürich 2007, ISBN 3-85569-384-6.
- Stephan Siegrist: Balance zwischen Berg und Alltag. AS Verlag, Zürich 2007, ISBN 3-909111-32-7.
- Dr. Nils Jent. Ein Leben am Limit. Wörterseh, Gockhausen 2011, ISBN 978-3-03763-021-1.
- Umwege – Von Höhenflügen, Abstechern und Sackgassen. Wörterseh Verlag, Gockhausen 2017, Print ISBN 978-3-03763-088-4, E-Book ISBN 978-3-03763-729-6.